# Episauris albida
Episauris albida là một loài bướm đêm trong họ Geometridae.